# Comuna Huriivka, Nova Odesa
Huriivka (în ucraineană Гур'ївка) este o comună în raionul Nova Odesa, regiunea Mîkolaiiv, Ucraina, formată din satele Huriivka (reședința) și Piskî.

## Demografie
Componența lingvistică a comunei Huriivka
     Ucraineană (87,63%)
     Rusă (10,98%)
     Română (1,15%)
     Alte limbi (0,1%)
Conform recensământului din 2001, majoritatea populației comunei Huriivka era vorbitoare de ucraineană (87,63%), existând în minoritate și vorbitori de rusă (10,98%) și română (1,15%).